# Chips (groep)
Chips was een Zweedse pop- en countrygroep bestaande uit Kikki Danielsson en Elisabeth Andreassen. Na in 1982 Melodifestivalen te winnen, vertegenwoordigden ze Zweden op het Eurovisiesongfestival 1982 waar ze achtste werden met het aanstekelijke Dag efter dag. 
De groep deed drie keer mee aan Melodifestivalen, maar telkens in een andere bezetting. In het festival van 1980 vormden Kikki Danielsson en Lasse Holm de groep, in de editie 1981 had de groep de tijdelijke naam Sweets 'n' Chips, nu kwamen Elisabeth Andreassen en Tania erbij. 
De groep bleef niet lang meer bestaan, maar beide dames die in 1982 achtste werden zouden nog meedoen. Kikki werd op het Eurovisiesongfestival in 1985 derde, Elisabeth won toen voor Noorwegen; in de edities van 1994 en 1996 werd ze zesde en tweede, eveneens voor Noorwegen. Kikki en Elisabeth bundelden later hun krachten opnieuw, ditmaal met een andere songfestivaldeelnemer, Lotta Engberg. Als Kikki, Bettan & Lotta namen ze zowel aan de Zweedse als de Noorse voorronde deel, maar winnen lukte niet. 
Kikki waagde solo opnieuw haar kans in Melodifestivalen in 2006 waar ze de finale bereikte.
1958: Alice Babs · 
1959: Brita Borg · 
1960: Siw Malmkvist · 
1961: Lill-Babs · 
1962: Inger Berggren · 
1963: Monica Zetterlund · 
1965: Ingvar Wixell · 
1966: Lill Lindfors & Svante Thuresson · 
1967: Östen Warnerbring · 
1968: Claes-Göran Hederström · 
1969: Tommy Körberg · 
1971: Family Four · 
1972: Family Four · 
1973: Nova · 
1974: ABBA · 
1975: Lasse Berghagen · 
1977: Forbes · 
1978: Björn Skifs · 
1979: Ted Gärdestad · 
1980: Tomas Ledin · 
1981: Björn Skifs · 
1982: Chips · 
1983: Carola · 
1984: Herreys · 
1985: Kikki Danielsson · 
1986: Lasse Holm & Monica Törnell · 
1987: Lotta Engberg · 
1988: Tommy Körberg · 
1989: Tommy Nilsson · 
1990: Edin-Ådahl · 
1991: Carola · 
1992: Christer Björkman · 
1993: Arvingarna · 
1994: Marie Bergman & Roger Pontare · 
1995: Jan Johansen · 
1996: One More Time · 
1997: Blond · 
1998: Jill Johnson · 
1999: Charlotte Nilsson · 
2000: Roger Pontare · 
2001: Friends · 
2002: Afro-Dite · 
2003: Fame · 
2004: Lena Philipsson · 
2005: Martin Stenmarck · 
2006: Carola · 
2007: The Ark · 
2008: Charlotte Perrelli · 
2009: Malena Ernman · 
2010: Anna Bergendahl · 
2011: Eric Saade · 
2012: Loreen · 
2013: Robin Stjernberg · 
2014: Sanna Nielsen · 
2015: Måns Zelmerlöw · 
2016: Frans · 
2017: Robin Bengtsson · 
2018: Benjamin Ingrosso · 
2019: John Lundvik · 
2021: Tusse · 
2022: Cornelia Jakobs · 
2023: Loreen · 
2024: Marcus & Martinus · 
2025: KAJ